# Cecil Rhodes
Cecil John Rhodes (ur. 5 lipca 1853 w Bishop’s Stortford w Anglii, zm. 26 marca 1902 w Muizenberg w Kolonii Przylądkowej) – brytyjski polityk, przedsiębiorca. Twórca idei „od Kapsztadu do Kairu”, czyli kolonizacji przez Wielką Brytanię pasa ziem afrykańskich ciągnących się od Kraju Przylądkowego do Egiptu. Główny motor kolonizacji brytyjskiej w południowej Afryce. Od jego nazwiska nazwano Rodezję, rozległy obszar odpowiadający zasięgiem współczesnej Zambii i Zimbabwe.

## Życiorys
Syn pastora anglikańskiego. Jako dziecko przeszedł gruźlicę. Kłopoty ze zdrowiem przeszkodziły mu w kontynuowaniu nauki w szkole ponadpodstawowej. W roku 1870 wyjechał do Natalu, kolonii w południowej Afryce, gdzie jeden z jego braci miał plantację bawełny. W rok później został zarządcą jednej z działek diamentowych w pobliżu Kimberley, których właścicielem był jego brat Herbert. W 1873 r. wyjechał do Anglii, gdzie zarobione pieniądze zainwestował w budowę domków czynszowych oraz zakupił posiadłość ziemską.
Południowoafrykański klimat okazał się zbawienny dla zdrowia Cecila Rhodesa. Gruźlica została wyleczona, ale pozostawiła ślad w postaci przewlekłej choroby serca. Była to jedna z przyczyn powrotu do Anglii, gdzie wstąpił na uniwersytet w Oksfordzie (ukończył studia w 1881 r.); w latach 1874–1880 przejął kontrolę nad większością kopalń w Kimberley.

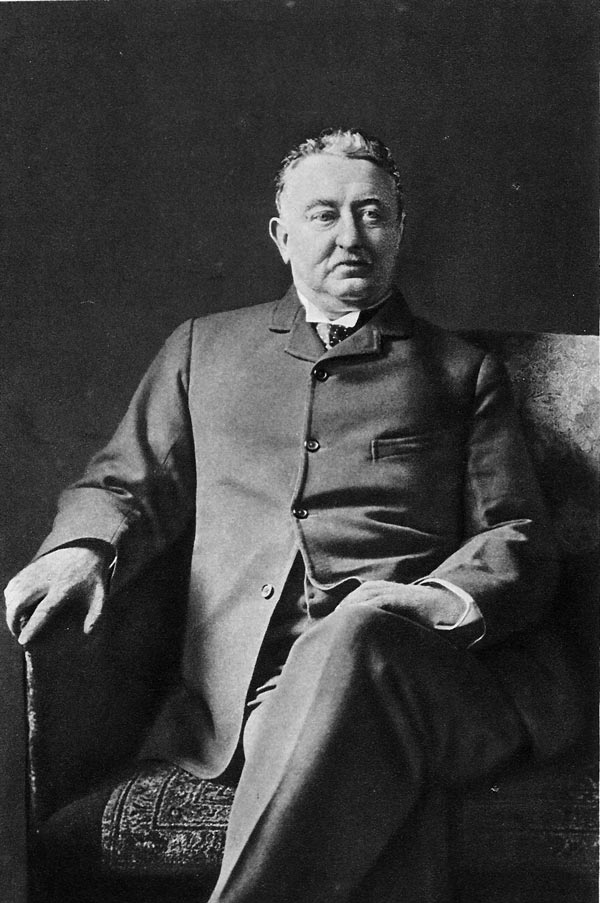
Cecil Rhodes jako premier Kraju Przylądkowego

W roku 1881 został wybrany do lokalnego parlamentu Kolonii Przylądkowej.
Jako rzecznik idei imperializmu pozyskał w 1885 r. dla Wielkiej Brytanii Beczuanaland, w cztery lata później zmusił lud Ndebele (zwany także Matabele) do oddania Wielkiej Brytanii ogromnych obszarów ziemi, nazwanej później na jego cześć Rodezją. Kontrolę nad nową kolonią przejęła zarządzana przez Rhodesa Kompania Południowoafrykańska. W roku 1888 Rhodes – skonsolidowawszy wszystkie kopalnie diamentów jako spółkę De Beers – stał się ogromnie bogaty. Jako premier rządu Kolonii Przylądkowej (od 1890 r.) planował budowę linii kolejowej z Kapsztadu do Kairu, choć nie udało mu się zrealizować tego ambitnego zamierzenia, doprowadził linię do Bulawayo. Przeszkodą byli zasiedziali w Transwalu potomkowie osadników z Europy Zachodniej zwani Burami. Spowodował, że siły brytyjskie z Rodezji zaatakowały Transwal w rajdzie Jamesona. Po nieudanej wyprawie (która stała się początkiem wojen burskich) zrezygnował z wszelkich dostojeństw w Kolonii Przylądkowej i wycofał się do Rodezji.
Podczas swoich rządów w Kolonii Przylądkowej ograniczył prawa obywatelskie czarnych mieszkańców tego kraju. Uważany za jednego z polityków, który przyczynił się do powstania polityki apartheidu.
Zmarł na zawał serca tuż przed zakończeniem drugiej wojny burskiej (1899–1902).
Pełnił funkcję członka Tajnej Rady Królewskiej. Był jednym z najpotężniejszych polityków brytyjskich.

## Życie prywatne
Cecil Rhodes nigdy się nie ożenił. Według niektórych historyków, pozostawał w związku homoseksualnym z Neville’em Pickeringiem, jednak brak na to jednoznacznych dowodów (Rhodes nie prowadził pamiętników, nie pisywał też wielu listów).
W 1896 spotkał się z Katarzyną Radziwiłłową, z domu Rzewuską, dla której stał się obsesją.
Katarzyna Radziwiłłowa, która żyła w separacji z mężem wykorzystywała każdą okazję, aby pokazać się w towarzystwie Cecila i niektórzy obserwatorzy przypuszczają, że łączył ich również, przez krótki czas, związek intymny. Po przybyciu do Południowej Afryki rzuciła się w wir życia towarzyskiego wśród miejscowej arystokracji wywołując skandal za skandalem i doprowadzając Cecila do rozpaczy. Korzystając z faktu, że nie miała pieniędzy na zapłacenie rachunków, Cecil Rhodes wymógł na niej powrót do Europy.
Do Południowej Afryki wróciła w 1901 roku i zaczęła publikować magazyn rzekomo propagujący idee Cecila o nazwie „Greater Britain”. Ponieważ koszty wydawania magazynu były większe niż wpływy, skorzystała z faktu, że Cecil Rhodes wrócił na leczenie do Wielkiej Brytanii i zaczęła podrabiać podpisy Rhodesa nie tylko na listach i telegramach, ale również na czekach i zobowiązaniach bankowych. Mszcząc się na Cecilu, Katarzyna oskarżyła go o oszustwo i fałszerstwo. W 1902 roku, już po śmierci Cecila trafiła do więzienia, z którego wyszła w sierpniu 1903 roku i wróciła do Europy. W 1918 roku opublikowała książkę Cecil Rhodes, człowiek i twórca imperium.

## Odznaczenia
- Krzyż Wielki Orderu Łaźni[5]
- Krzyż Wielki Orderu św. Michała i św. Jerzego[5]
- Kawaler Komandor Orderu Imperium Brytyjskiego[5]
- Kawaler Komandor Orderu św. Michała i św. Jerzego[5]
- Kawaler z Prawa Orderu Świętego Jana Jerozolimskiego[5]

## Upamiętnienia
Rhodes jest uważany za symbol kolonializmu i rasizmu. W 2015 roku, po kampanii społecznej zorganizowanej przez studentów, pomnik Rhodesa na Uniwersytecie Kapsztadzkim w Południowej Afryce został zdemontowany. W czerwcu 2020 roku, po fali protestów, decyzję o usunięciu pomnika podjęło jedno z kolegiów Uniwersytetu Oksfordzkiego, ostatecznie jednak ograniczyło się do zamieszczenia tabliczki wyjaśniającej kontekst działalności Rhodesa.